# Tamás Varga (wioślarz)
Tamás Varga (ur. 17 czerwca 1978 w Budapeszcie) – węgierski wioślarz, reprezentant Węgier w wioślarskiej dwójce podwójnej wagi lekkiej podczas Letnich Igrzysk Olimpijskich w Pekinie.

## Osiągnięcia
- Igrzyska Olimpijskie – Ateny 2004 – dwójka podwójna wagi lekkiej – 5. miejsce[1].
- Mistrzostwa Świata – Gifu 2005 – dwójka podwójna wagi lekkiej – 1. miejsce[1].
- Mistrzostwa Świata – Monachium 2007 – dwójka podwójna wagi lekkiej – 7. miejsce[1].
- Mistrzostwa Europy – Poznań 2007 – dwójka podwójna wagi lekkiej – 1. miejsce[2].
- Igrzyska Olimpijskie – Pekin 2008 – dwójka podwójna wagi lekkiej – 14. miejsce[1].
- Mistrzostwa Europy – Ateny 2008 – dwójka podwójna wagi lekkiej – 3. miejsce[2].
- Mistrzostwa Świata – Poznań 2009 – jedynka wagi lekkiej – 5. miejsce[2].
- Mistrzostwa Europy – Brześć 2009 – jedynka – 10. miejsce[2].
- Mistrzostwa Europy – Montemor-o-Velho 2010 – dwójka podwójna wagi lekkiej – 11. miejsce[2].